# 450931 Coculescu
450931 Coculescu è un asteroide della fascia principale. Scoperto nel 2008, presenta un'orbita caratterizzata da un semiasse maggiore pari a 2,7691039 UA e da un'eccentricità di 0,0569670, inclinata di 5,14356° rispetto all'eclittica.
Dal 22 febbraio 2016 al 12 gennaio 2017, quando 458063 Gustavomuler ricevette la denominazione ufficiale, è stato l'asteroide denominato con il più alto numero ordinale. Prima della sua denominazione, il primato era di 439718 Danielcervantes.
L'asteroide è dedicato all'astronomo rumeno Nicolae Coculescu.